# Amazonita
L'amazonita és una varietat verda de la microclina, un mineral del grup dels feldespats potàsics. Durant molts anys es va pensar que el seu color era causa del coure, ja que els compostos d'aquest metall solen ser verds o blaus. No obstant això, estudis més recents suggereixen que el seu color verd-blavós es deu a les petites quantitats de plom i aigua que conté. Quan l'amazonita es poleix adquireix un color verd clar, motiu pel qual s'usa en joieria o com a adorn.
L'amazonita solia obtenir-se exclusivament de l'àrea de Miass, al sud-est de Txeliàbinsk, a Rússia, on es troba en roques granítiques. Recentment s'han trobat cristalls de gran qualitat en Pikes Peak, Colorado, on es troba associada amb quars fumats o ortosa. Hi ha més jaciments en altres llocs dels Estats Units i a Madagascar. El nom "amazonita" ve del riu Amazones, d'on es van obtenir certes pedres verdes. No obstant això, és dubtós que puguin trobar-se feldespats verds a l'àrea de l'Amazones.